# Lista de canções gravadas por Paula Fernandes
A seguir é apresentada a lista das canções gravadas por Paula Fernandes, uma cantora e compositora brasileira que gravou canções para seis álbuns de estúdio, quatro álbum ao vivo e dois extended plays (EPs).
Fernandes começou sua carreira lançando dois discos independentes: Paula Fernandes, em 1993 e o segundo, Voarei, sob o nome artístico Ana Rayo, em 1995. Seu primeiro trabalho de estúdio por uma gravadora ocorreu com Canções do Vento Sul, de 2005, através da Sonhos e Sons. Dust in the Wind, primeiro lançamento de repertório internacional da brasileira pela EMI Music, seguiu-se dois anos após. Após assinar um contrato com a Universal Music em 2009, Fernandes distribuiu seu terceiro álbum, Pássaro de Fogo, em 2009, o qual foi certificado como disco de platina dupla pela Associação Brasileira dos Produtores de Discos (ABPD) e alcançou o número dez no Brasil e em Portugal. Três canções de Pássaro de Fogo foram selecionadas como singles: a faixa-título, "Jeito de Mato" (com a participação de Almir Sater) e "Quando a Chuva Passar", que ficaram entre os quarenta primeiros lugares da tabela Brasil Hot 100 Airplay.
O primeiro registro ao vivo de Fernandes, Paula Fernandes: Ao Vivo, de 2011, tornou-se no seu maior sucesso ao atingir o topo das listas em Portugal e no Brasil; no último, vendeu um milhão e setecentas mil cópias e recebeu autentificações de diamante duplo para cada uma de suas versões, em CD e DVD. A obra contou com duas músicas de divulgação, "Pra Você" e "Não Precisa" (com Victor & Leo), ambas as quais ficaram no número dois em território brasileiro. O quarto material de estúdio da artista, Meus Encantos, de 2012, estreou no número um no Brasil com 250 mil unidades e ficou no dois em Portugal. O single inicial do disco, "Eu sem Você", manteve-se entre os dez primeiros lugares em ambos Brasil e Portugal.
Em 2020, Paula conquistou o seu segundo  Grammy Latino na categoria de Melhor Álbum de Música Sertaneja com o álbum Origens (2019), gravado em Sete Lagoas, sua cidade natal.
Paula regressa ao disco em 7 de setembro de 2023, com o álbum 11:11, a canção "Tá Tudo Bem", em parceria com a dupla sertaneja Israel & Rodolffo e o projeto foi apresentado ao vivo no programa Encontro com Patrícia Poeta no mesmo dia do lançamento. Inicialmente o álbum gerou três singles "Tá Tudo Bem" em parceria com Israel & Rodolffo, lançado em 22 de setembro de 2022, o single estreou na posição 15ª; o segundo single "Bloqueia Meu Zap" foi lançado em 6 de outubro de 2022. A canção foi apresentada ao vivo no programa Faustão na Band, em 22 de novembro de 2022; meses antes o hit já havia sido apresentado na turnê homônima de Fernandes. O terceiro single"Prioridades" foi lançado em uma data homônima do álbum em novembro e contou com a colaboração de Lauana Prado; o álbum também gerou três singles promocionais "Antigo Novo Amor" que foi lançado como primeiro single promocional do álbum em 29 de setembro de 2022, a canção teve inspiração na canção "Estrelinha" da dupla Di Paullo & Paulino em parceria com Marília Mendonça, ambas tiveram colaboração na letra da canção pelos compositores Luigi Visacre e Gabriel Rocha. O segundo single promocional "Bye Bye E Recaí" foi lançado em 11 de novembro de 2022. E por fim "Me Leva" que teve seu lançamento em 3 de fevereiro de 2023. Os demais singles "FDP" em parceria com Tierry, "Tá De Mal Comigo" e "Ciúmes Demais" tiveram seus lançamentos em 2023 ambos em janeiro.
O projeto consagra o início da era Feminejo na carreira de Fernandes, com destaque em canções como "Bloqueia Meu Zap", Tá De Mal Comigo", Ciúmes Demais" e "Antigo Novo Amor".
A princesinha do sertanejo fez uma participação especial no DVD "Arrocha, Meu Lugar É Aqui" do cantor bahiano Thiago Aquino; na faixa "Despertador" lançada em 6 de abril de 2023 às 12h00 .

## Canções

### Como artista principal
| Ano  | Título                                         | Posições | Posições | Certificações                                             | Álbum                          |
| Ano  | Título                                         | BRA      | POR      | Certificações                                             | Álbum                          |
| ---- | ---------------------------------------------- | -------- | -------- | --------------------------------------------------------- | ------------------------------ |
| 2009 | "Pássaro de Fogo"                              | 36       | —        | - : PMB: 2× Platina - : PMB: 4× Diamante (versão ao vivo) | Pássaro de Fogo                |
| 2009 | "Jeito de Mato" (com Almir Sater)              | 24       | —        |                                                           | Pássaro de Fogo                |
| 2010 | "Quando a Chuva Passar"                        | 29       | —        |                                                           | Pássaro de Fogo                |
| 2011 | "Pra Você"                                     | 2        | —        |                                                           | Paula Fernandes: Ao Vivo       |
| 2011 | "Não Precisa" (com Victor & Leo)               | 2        | 10       | - : PMB: 3× Platina                                       | Paula Fernandes: Ao Vivo       |
| 2011 | "Sensações"                                    | 60       | —        | - : PMB: Ouro (ao vivo)                                   | Paula Fernandes: Ao Vivo       |
| 2012 | "Eu sem Você"                                  | 2        | 6        |                                                           | Meus Encantos                  |
| 2012 | "Cuidar Mais de Mim"                           | 13       | —        |                                                           | Meus Encantos                  |
| 2013 | "Se o Coração Viajar"                          | 16       | —        |                                                           | Meus Encantos                  |
| 2013 | "Um Ser Amor"                                  | 3        | —        | - : PMB: Ouro (ao vivo)                                   | Um Ser Amor                    |
| 2013 | "Não Fui Eu"                                   | 3        | —        |                                                           | Multishow ao Vivo: Um Ser Amor |
| 2014 | "Quem É"                                       | 12       | —        |                                                           | Multishow ao Vivo: Um Ser Amor |
| 2014 | "You're Still the One" (com Shania Twain)      | 14       | —        |                                                           | Encontros pelo Caminho         |
| 2015 | "Pegando Lágrimas" (com Chitãozinho & Xororó)  | 18       | —        |                                                           | Encontros pelo Caminho         |
| 2015 | "Depois" (com Victor & Leo)                    | 29       | —        |                                                           | Encontros pelo Caminho         |
| 2015 | "A Paz Desse Amor"                             | 21       | —        |                                                           | Amanhecer                      |
| 2016 | "Piração"                                      | 4        | —        | - : PMB: 2× Platina                                       | Amanhecer                      |
| 2016 | "Depende da Gente"                             | 13       | —        |                                                           | Amanhecer                      |
| 2016 | "Olhos de Céu"                                 | 88       | —        |                                                           | Amanhecer Ao Vivo              |
| 2017 | "Traidor"                                      | 51       | —        |                                                           | Origens                        |
| 2018 | "Beijo Bom"                                    | 32       | —        | - : PMB: Platina                                          | Origens                        |
| 2019 | "Hora Certa"                                   | 48       | —        |                                                           | Hora Certa                     |
| 2019 | "Juntos" (solo ou part. Luan Santana)          | 26       | —        | - : PMB: Platina                                          | Origens                        |
| 2019 | "Não Te Troquei por Ela" (part. Gustavo Mioto) | 35       | —        | - : PMB: Ouro                                             | Origens                        |
| 2019 | "Prometo" (part. Kell Smith)                   | 34       |          |                                                           | Origens                        |
| 2021 | "Promessinha"                                  | 30       | 100      |                                                           | Não associado a nenhum álbum   |
| 2022 | "Ainda Não Tô Pronta" (com Mari Fernandez)     | 65       | —        |                                                           | Casa Filtr 2                   |
| 2022 | "Paredão" (com Zé Vaqueiro)                    | 21       | —        |                                                           | Casa Filtr 2                   |
| 2022 | "Me Ensina" (com Dilsinho)                     | 19       | —        |                                                           | Casa Filtr 2                   |
| 2022 | "Rebelde" (com Moderatto)                      | —        | —        |                                                           | Rockea Bien Duro               |
| 2022 | "Tá Tudo Bem" (com Israel & Rodolffo)          | 15       | —        |                                                           | 11:11                          |
| 2022 | "Bloqueia Meu Zap"                             | 40       | —        |                                                           | 11:11                          |
| 2022 | "Prioridades"(com Lauana Prado)                | 30       | —        |                                                           | 11:11                          |
| 2023 | "F.D.P"(com Tierry)                            | 25       | —        |                                                           | 11:11                          |
| 2023 | "Tá De Mal Comigo"                             | —        | —        |                                                           | 11:11                          |
| 2023 | "Ciúmes Demais"                                | —        | —        |                                                           | 11:11                          |
| 2024 | "Anota Aí"                                     | 26       | —        |                                                           | Qual Amor Te Faz Feliz?        |
| 2024 | "S de Sua"                                     | —        | —        |                                                           | Qual Amor Te Faz Feliz?        |
| 2024 | "Ainda Não Me Acostumei"                       | —        | —        |                                                           | Qual Amor Te Faz Feliz?        |
| 2025 | "Paixão de Mulher"                             | 38       |          |                                                           |                                |

## Singles promocionais
| Ano  | Canção                             | Álbum                          |
| ---- | ---------------------------------- | ------------------------------ |
| 2010 | "Debaixo do Cacho"                 | Pássaro de Fogo                |
| 2011 | "Navegar Em Mim"                   | Paula Fernandes: Ao Vivo       |
| 2013 | "Se Liga"                          | Multishow ao Vivo: Um Ser Amor |
| 2015 | "Pé de Manacá"                     | Não associado a nenhum álbum   |
| 2016 | "O Velhinho" (part. Gusttavo Lima) | Não associado a nenhum álbum   |
| 2017 | "Cicatriz"                         | Não associado a nenhum álbum   |
| 2018 | "Me Queimo Sem Você"               | Não associado a nenhum álbum   |
| 2019 | "Virou Mania"                      | Origens                        |
| 2019 | "Fingindo Paixão"                  | Origens                        |
| 2019 | "Sonho da Caça"                    | Origens                        |
| 2021 | "Jingle Bell & Natal Rock"         | Não associado a nenhum álbum   |
| 2022 | "Antigo Novo Amor"                 | 11:11                          |
| 2022 | "Bye Bye E Recaí"                  | 11:11                          |
| 2023 | "Me Leva"                          | 11:11                          |
| 2024 | "Preciso Ser Amado"                | Romantic Classics              |
| 2024 | "Tchau Pra Ela"                    | Qual Amor Te Faz Feliz?        |
| 2024 | "Fogo e Água"                      | Qual Amor Te Faz Feliz?        |

## Outras canções
| Ano  | Canção                                | Álbum                          |
| ---- | ------------------------------------- | ------------------------------ |
| 2012 | "Barco de Papel"                      | Meus Encantos                  |
| 2012 | "Aos Olhos do Tempo"                  | Meus Encantos                  |
| 2012 | "Nunca Mais Eu e Você"                | Meus Encantos                  |
| 2013 | "Apenas flor"                         | Um Ser Amor                    |
| 2013 | "Uma Canção Pra Mim"                  | Multishow ao Vivo: Um Ser Amor |
| 2014 | "Humanos a Marte" (com Chayanne)      | Encontros Pelo Caminho         |
| 2014 | "Highway Don't Care" (com Tim McGraw) | Encontros Pelo Caminho         |
| 2015 | "Pra Quem Sabe Sonhar"                | Amanhecer                      |
| 2015 | "E Eu?"                               | Amanhecer                      |
| 2019 | "Resgate"                             | Origens                        |
| 2022 | "Gasolina"                            | 11:11                          |
| 2022 | "Flor"                                | 11:11                          |
| 2024 | Mentirinha Boa                        | Qual Amor Te Faz Feliz?        |

### Como artista convidada
| Ano  | Obra                                                                     | Melhores posições atingidas | Álbum                                              |
| Ano  | Obra                                                                     | BRA                         | Álbum                                              |
| ---- | ------------------------------------------------------------------------ | --------------------------- | -------------------------------------------------- |
| 2011 | "Meu Grito de Amor" (Eduardo Costa com Paula Fernandes)                  | 3                           | Ao Vivo: De Pele, Alma e Coração                   |
| 2012 | "I Loved You" (Daniel Boaventura com Paula Fernandes)                    | —                           | Daniel Boaventura: Ao Vivo                         |
| 2012 | "Long Live" (Taylor Swift com Paula Fernandes)                           | 10                          | Speak Now: World Tour Live                         |
| 2012 | "Hoy Me Voy" (Juanes com Paula Fernandes)                                | 55                          | Juanes MTV Unplugged                               |
| 2012 | "Criação Divina" (Zezé Di Camargo & Luciano com Paula Fernandes)         | 7                           | 20 Anos de Sucesso                                 |
| 2013 | "Se Tudo Fosse Fácil" (Michel Teló com Paula Fernandes)                  | 6                           | Sunset                                             |
| 2014 | "Brazil" (Frank Sinatra com Paula Fernandes)                             | —                           | Não associado a nenhum álbum                       |
| 2016 | "Dos Palabras" (Pablo López com Paula Fernandes)                         | —                           | El Mundo y Los Amantes Inocentes (Edição Especial) |
| 2016 | "Sinônimos" (Scarcéus com Paula Fernandes)                               | 69                          | Orgulho e Paixão                                   |
| 2017 | "O que Combina Comigo e Voce"(Ze Henrique e Gabriel com Paula Fernandes) | 100                         | Histórico                                          |
| 2017 | "Ilusão" (Ze Henrique e Gabriel com Paula Fernandes)                     | 99                          | Histórico                                          |
| 2019 | I'll Never Leave (Antonio Morais com Paula Fernandes)                    | 99                          | Antonio Morais                                     |
| 2020 | Sigo Sendo Yo (Soledad Pastorutti com Paula Fernandes)                   | 98                          | Parte de Mi                                        |
| 2020 | Chorona ( Mano Walter com Paula Fernandes)                               | 60                          | Histórias                                          |
| 2021 | Amor em Excesso (Marcus Menna com Paula Fernandes)                       | 99                          | Não associado a nenhum álbum                       |
| 2021 | Grande Amore (Il Volo com Paula Fernandes)                               | 84                          | Não associado a nenhum álbum                       |
| 2021 | Jingle Bells, Sinos de Belem (Daniel Boaventura com Paula Fernandes)     | —                           | Christmas Is Coming                                |
| 2022 | Pedra e Água (Lauana Prado com Paula Fernandes)                          | —                           | Natural                                            |
| 2023 | Despertador (Thiago Aquino com Paula Fernandes)                          | 16                          | Arrocha, Meu Lugar É Aqui                          |
| 2024 | Pássaro De Fogo (Ana Castela com Paula Fernandes)                        | 10                          | Herança Boiadeira                                  |

## Outras Aparições
| Ano  | Obra                                         | Álbum                                            | Artista                       |
| ---- | -------------------------------------------- | ------------------------------------------------ | ----------------------------- |
| 2009 | "Chuva Chover"                               | O Melhor do Sertanejo Universitário 2            | Vários artistas               |
| 2009 | "Cheiro de Relva"                            | Um Barzinho, um Violão Sertanejo                 | Vários artistas               |
| 2010 | "Tristeza do Jeca"                           | Amizade Sincera                                  | Sérgio Reis e Renato Teixeira |
| 2010 | "Caminhoneiro"                               | Emoções Sertanejas                               | Roberto Carlos                |
| 2010 | "Tocando em Frente"                          | Alucinação                                       | Leonardo                      |
| 2012 | "I Loved You"                                | Daniel Boaventura: Ao Vivo                       | Daniel Boaventura             |
| 2011 | "Romaria"                                    | Acústico                                         | Tânia Mara                    |
| 2011 | "Over the Rainbow"                           | Gems - The Duets Collection                      | Michael Bolton                |
| 2011 | "Sonhos e Ilusões em Mim"                    | Amor de Alma                                     | Victor & Leo                  |
| 2012 | "Meu Eu em Você"                             | Ao Vivo em Floripa                               | Victor & Leo                  |
| 2013 | "Chuva de Prata"                             | Um Barzinho, um Violão - Novelas Anos 80, Vol. 1 | Vários artistas               |
| 2014 | "No Rancho Fundo"                            | Um Barzinho, um Violão - Novelas Anos 80, Vol. 2 | Vários artistas               |
| 2014 | "Humanos em Marte"                           | En Todo Estaré                                   | Chayanne                      |
| 2014 | "Índia"                                      | Bem Sertanejo                                    | Michel Teló                   |
| 2017 | "Um Homem Quando Ama / Sinônimos"            | Elas em Evidências                               | Chitãozinho & Xororó          |
| 2017 | "Brincar de Ser Feliz"                       | Elas em Evidências                               | Chitãozinho & Xororó          |
| 2023 | "Bloqueia meu Zap"                           | Na Pegada do Arrocha                             | Vários Artistas               |
| 2023 | "Paredão (part. Zé Vaqueiro)"                | Na Pegada do Arrocha                             | Vários Artistas               |
| 2023 | "Prioridades (part. Lauana Prado)"           | Na Pegada do Arrocha                             | Vários Artistas               |
| 2023 | "Ainda Não Tô Pronta (part. Mari Fernandez)" | Na Pegada do Arrocha                             | Vários Artistas               |

## Trilhas Sonoras
| Ano  | Canção                       | Álbum                    | Nota                                                                |
| ---- | ---------------------------- | ------------------------ | ------------------------------------------------------------------- |
| 2005 | "Ave Maria Natureza"         | América                  | Tema geral                                                          |
| 2006 | "Dust In The Wind"           | Páginas da Vida          | Tema geral                                                          |
| 2007 | "Rosa Dourada"               | O Mundo em Duas Voltas   | Trilha de filme                                                     |
| 2007 | "No Veleiro da Vida"         | O Mundo em Duas Voltas   | Trilha de filme                                                     |
| 2009 | "Jeito de Mato"              | Paraíso                  | Tema de Eriberto Leão e Nathalia Dill                               |
| 2010 | "Quando a Chuva Passar"      | Escrito nas Estrelas     | Tema de Abertura                                                    |
| 2010 | "Tocando Em Frente"          | Araguaia                 | Tema geral                                                          |
| 2011 | "Não Precisa"                | Morde & Assopra          | Tema de Sérgio Marone e Carol Castro; Paulo Vilhena e Bruna Spínola |
| 2011 | "Sensações"                  | A Vida da Gente          | Tema geral                                                          |
| 2012 | "Mineirinha Ferveu"          | Salve Jorge              | Tema geral                                                          |
| 2012 | "I Loved You"                | Guerra dos Sexos         | Tema de Reynaldo Gianecchini e Glória Pires                         |
| 2013 | "Um Ser Amor"                | Amor à Vida              | Tema de Malvino Salvador e Paolla Oliveira                          |
| 2013 | "Ponte"                      | Flor do Caribe           | Tema de Luiz Carlos Vasconcelos                                     |
| 2014 | "Somewhere Over The Rainbow" | Império                  | Tema de Paulo Vilhena e Júlia Fajardo                               |
| 2016 | "Pé de Manacá"               | Êta Mundo Bom!           | Tema de Rosi Campos                                                 |
| 2017 | "Cicatriz"                   | Tempo de Amar            | Tema de Andréia Horta                                               |
| 2017 | "Jeito de Mato"              | O Outro Lado do Paraíso  | Tema de Gloria Pires                                                |
| 2018 | "Sinônimos"                  | Orgulho e Paixão         | Tema de Mariana e Motoqueiro Vermelho                               |
| 2019 | "Juntos"                     | Bom Sucesso.             | Tema Geral                                                          |
| 2019 | "Sonho da Caça"              | A Dona do Pedaço         | Tema de Chiclete e Vivi                                             |
| 2024 | "Pássaro de Fogo"            | Big Brother Brasil       | Tema de Matteus e Isabelle                                          |
| 2025 | "Paixão de Mulher"           | Café com Aroma de Mulher | Tema de Abertura                                                    |